# Krŏng Doun Kaev
Krŏng Doun Kaev är ett distrikt i Kambodja.   Det ligger i provinsen Takeo, i den södra delen av landet, 60 km söder om huvudstaden Phnom Penh. Antalet invånare är 39 186.